# Di-terc-butylperoxid
Di-terc-butylperoxid (zkráceně DTBP) je organická sloučenina, jejíž molekuly obsahují dvě terc-butylové skupiny propojené peroxidovou skupinou. Díky sterickým efektům vytvářeným terc-butylovými skupinami patří k nejstabilnějším organickým peroxidům.

## Reakce
Peroxidová vazba při teplotách nad 100 °C podléhá homolytickému štěpení; díky tomu se di-terc-butylperoxid často používá jako radikálový iniciátor v organické syntéze a při výrobě polymerů. Při rozkladu se tvoří methylové radikály:
(CH3)3COOC(CH3)3 → 2 (CH3)3CO.
(CH3)3CO. → (CH3)2CO + CH3.
2 CH3. → CH3-CH3
DTBP lze použít v motorech, ve kterých není vhodné použití kyslíku, protože jeho molekuly slouží jako zdroj oxidačního činidla i paliva.

## Toxicita
DTBP dráždí nosní sliznici, oči a kůži. Také je hořlavý a proto by měl být skladován opatrně.